# Declarația de Independență a Ucrainei, 1941

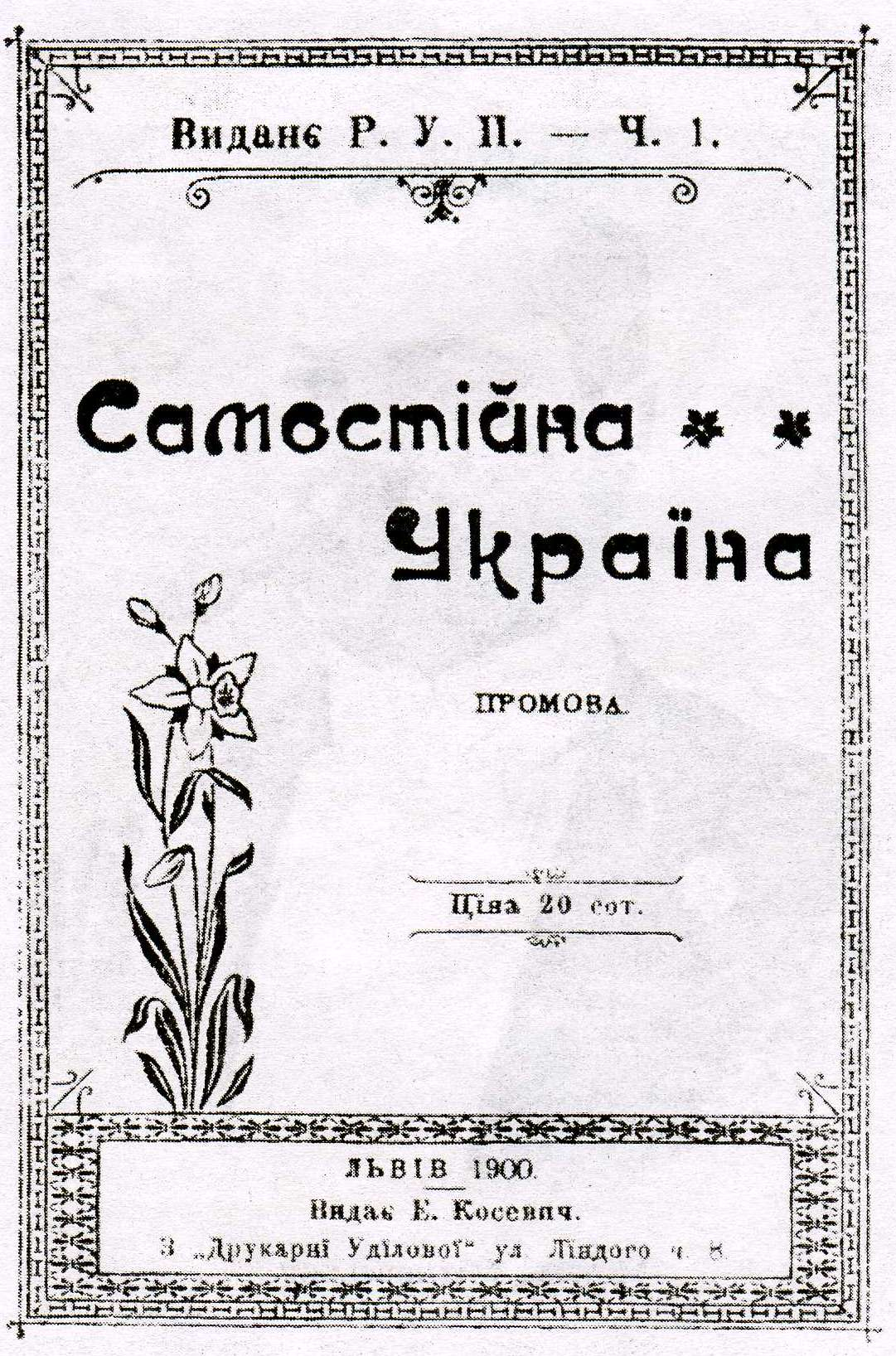
Broșura „Independența Ucrainei” în care a fost publicată Declarația de Independență

Declarația de independență a Ucrainei a fost emisă la Liov pe 30 iunie 1941 de către Organizația Naționaliștilor Ucraineni (Організація Українських Націоналістів, Orhanizația Ukrains’kih Naționalistii, OUN) conduși de Stepan Bandera. Premierul noului stat ucrainean a fost numit Iaroslav Stețko, iar șeful Radei Națională Ucraineană a devenit Kost Levițki.

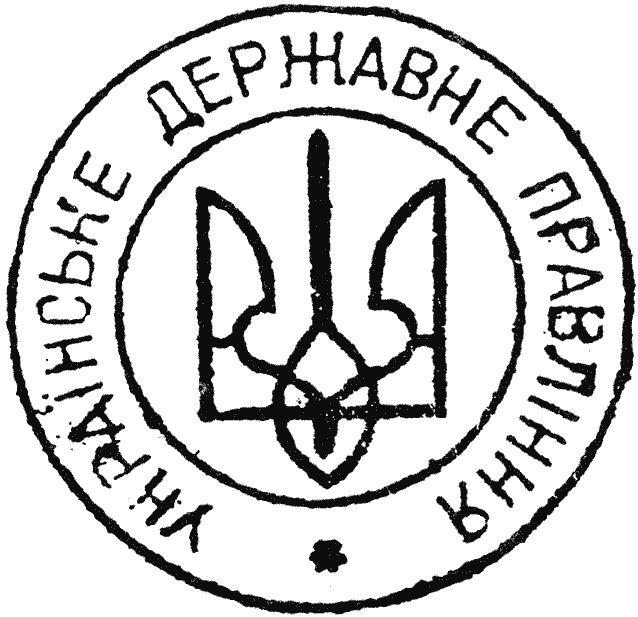
Sigiliul guvernului Statului Ucrainean, 1941

OUN a încercat să profite de retragerea forțelor sovietice din Ucraina după invadarea URSS de către trupele Germaniei Naziste. Unii dintre membrii organizației au sperat că se pot alia cu Germania Nazistă în lupta împotriva URSS. După numai câteva zile de la ocuparea Liovului, naziștii au arestat proaspăt formatul guvern ucrainean, iar membrii săi au fost trimiși în lagăre de concentrare din Reich. În următorii doi ani după proclamarea independenței, aproximativ 80% dintre liderii OUN fuseseră uciși sau încarcerați

## Contextul general

### Teritoriul ucrainean în perioada interbelică
După Primul Război Mondial, Ucraina a fost împărțită în trei. În regiunile centrale și răsăritene a fost proclamată RSS Ucraineană în 1921, stat fondator al URSS. Capitala Ucrainei Sovietice a devenit orașul Kiev. Cea mai mare parte a ceea ce este astăzi Ucraina de vest a devenit parte a celei de-a doua Republici Poloneze. Liovul era inclus în acest teritoriu. Orașul era în perioada interbelică centrul mișcării naționaliste ucrainene. O mică parte a Ucrainei contemporane, Zacarpatia, a devenit parte a Cehoslovaciei. 

### Mișcarea Naționalistă Ucranineană din Ucraina apuseană
Mișcarea naționaliștilor ucraineni era mai activă în părțile apusene și centrale în perioada interbelică. Motivele sunt încă motiv de discuție printre specialiști. La sfârșitul Primului Război Mondial, veteranii „Pușcașilor Siciului” au creat în 1920 Organizația Militară Ucraineană cu scopul declarat al luptei pentru crearea unui stat independent ucrainean. Liderul acestei organizații a fost Evghen Konovaleț. 

### Organizația Naționaliștior Ucraineni (OUN)
Organizația Militară Ucraineană a fuzionat în 1920 cu Organizația Naționaliștilor Ucraineni. Primul lider al organizației unite a fost Bogdan Kravciv. țelul OUN era crearea unui stat independent ucrainean. 
OUN s-a divizat în 1940 în două facțiuni. Prima și-a proclamat sprijinul pentru Andrii Melnik (acest grup a devenit cunoscut ca OUN-M, „Melnikivți"), iar cea de-a doua l-a urmat pe Stepan Bandera (grupul a fost cunoscut ca OUN-B, „Banderivți”). OUN-B era considerată o organizație cu o poziție mai radicală decât cea melnikistă. 

## Evenimentele care au precedat declarația de independență
OUN a sesizat șansa pe care o reprezintă izbucnirea celui de-al doilea război mondial pentru înfăptuirea dezideratului ei, crearea statului ucrainean independent. 
Pe 22 iunie 1941 a fost înființat la Cracovia Comiteteul Național Ucrainean (Український Національний Комітет, Ukrayinsky Natsionalny' Komitet; UNK), avându-l ca președinte pe Volodimir Gorbovî. UNK a publicat eseul „Memorial” prin care proclamau planurile OUN pentru proclamarea independenței. 
Acest eseu a fost întâmpinat cu o nemulțumire nedisimulată de autoritățile naziste. Gorbovî și Bandera au fost somați să revoce documentul. Ei au refuzat și au fugit la Liov. 
Pe 29 iunie, forțele sovietice au evacuat Liovul și în oraș a pătrus Battalion Ukrainische Gruppe Nachtigall (Batalionul Ucrainean „Privighetoarea”). Comandantul acestei unități a Wehrmacht formată din prizonieri de etnie ucraineană eliberați de armata germană din prizonieratul polonez a fost Roman Șuhevici.

## Declarația de independență
Vasil Kuk avea să consemneze în memoriile sale:
| “ | Luni, 30 iunie, la ora 6 după amiaza, la etajul al doilea al clădirii „Prosvita” din Liov, (Piața Rînok, nr. 10), a avut loc o întâlnire a comunității. Erau prezenți membrii comunității care trăiau în Liov și împrejurimi, clerul, membrii marcanți ai OUN și membrii mișcării clandestine ucrainene. Sala era plină până la refuz cu delegați. Adunarea a fost convocată de asistentului liderululi principal al OUN Iaroslav Stețko pentru a onora luptătorii ucraineni care și-au jertfit viața pentru Ucraina. Într-un discurs viguros, el a vorbit despre situația politică în care se afla Ucraina odată cu declarația de război, afirmând că încă o dată acest război se va desfășura în Ucraina, peste aceste pământuri bogate, iar poporul ucrainean nu poate să stea nepăsător, ci trebuie să fie activ și să participe la lupte. În ceea ce privește o alianță cu Germania, ea ar fi fost posibilă doar dacă Germania recunoștea idependența Ucrainei și existența guvernului ei. stețko a citit Proclamația de Independență a Ucrainei. Cei prezenți au ascultat Proclamația stând în picioare, au aprobat-o în unanimitate și au cântat imnul național al Ucrainei, Șce ne vmerla Ukraina. | ” |

Există mai multe versiuni ale Declarației de Independență, funcție de editori, între ele existând mici diferențe. 
Declarația de independență prevedea printre altele:
1. Organizația Naționaliștilor Ucraineni, aflată sub conducerea lui Stepan Bandera, proclama formarea Statului Ucrainean. OUN chema toți ucraineni  să continue lupta pentru unirea tuturor și formarea unei conduceri unice, care să asigure poporului ordinea și dezvoltarea în conformitate cu nevoile naționale.
2. În vestul Ucrainei se forma un guvern ucrainean, subordonat Guvernului Național Ucrainean, care urma să fie format în capitala țării, Kiev.
3. Nou formatul stat ucrainean urma să coopereze cu Germnia Național Socialistă, sub conducerea liderului acesteia, Adolf Hitler, cel care avea să ajute poporul ucrainean să se elibereze de sub ocupația Moscovei[3]

Armata Revoluționară Ucraineană, formată pe teritoriile ucrainene, urma să continue lupta alături de armata aliată germană împotriva ocupației ruse, având ca obiectiv unirea statului și o nouă ordine în întreaga lume. 
Declarația de Independență era semnată de Stepan Bandera.

## Guvernul
După proclamarea independenței Ucrainei, a fost anunțat noul guvern. Executivul a inclus politicieni din diferite partide, cu ideologii foarte variate.
- Prim-ministru: Iaroslav Stețko (OUN)
- Vice prim-ministru: Markian Pancișin (fără partid)
- Vice prim-ministru: Lev Rebet (OUN)
- Ministru al afacerilor interne: Volodimr Lîsî (Partidul Socialist Radical)
- Adjunct al ministrului de interne: Konstantin Pankivski  (Partidul Socialist Radical)
- Ministru de externe: Volodimir Stahiv (OUN)
- Adjunct al ministrului de externe Oleksandr Maritciak (Partidul Național Democrat Ucrainean)
- Ministrul apărării: Vsevolod Petriv (Partidul Social Reviluționar)
- Adjunct al ministrului apărării Roman Șuhevici (OUN)
- Adjunct al ministrului apărării Oleksandr Hasin (OUN)
- Ministrul securității statului Mikola Lebed (OUN)
- Ministrul justiției Iulian Fedusevici (fără partid politic)
- Adjunct al ministrului justiției Bogdan Dzerovici (fără partid politic)
- Secretar al minsterului economiei naționale Dmitro Iatsiv (OUN)
- Secretar al minsterului economiei naționale Roman Ilnițki (OUN)
- Ministru al agriculturii Evghen Hraplivî (Partidul Național Democrat Ucrainean)
- Adjunct al ministrului  agriculturii Andrii Piasețki (Front of National Unity)
- Ministrul  al sănătății Marian Pancișin (fără partid politic)
- Adjunt al ministrului sănătății Roman Osinciuk
- Secretary of the Ministry of Health Oleksandr Barvinsky (fără partid politic)
- Ministrul educației Volodimir Radzikevici (fără partid politic)
- Ministrul Comunicațiilor N. Moroz (fără partid politic)
- Ministrul informațiilor Oleksandr Hai-Holovko (fără partid politic)
- Secretar al ministerului informațiilor Osip Pozicaniuk (OUN)
- Secretar al ministerului informațiilor Iaroslav Staruh (OUN)
- Ministru al coordonării politice Ivan Klimiv-Lehenda (OUN)
- Dorector al administrației guvernului Mihailo Rosliak (Partidul Socialist Radical)

A fost format un Consiliu al Seniorilor, avându-l în frunte pe Kost Levitski

## Reacții față de Declarația de Independență

### Ucraina
Textul Declarației de Independență a fost citită la radio Liov de către Iaroslav Stețko, făcându-i pe mulți să creadă că acest act politic are sprijinul armatei germane aflată în înaintare. Declarația de Independență s-a bucurat de sprijinul imediat al mai multor lideri religioși ucraineni, printre ei numărându-se arhiepiscopul mitropolitan Andrei Șeptițki al Bisericii Ucrainene Greco-Catolice, episcopul mitropolitan Polikarp Sikorski al Bisericii Ortodoxe Autocefale Ucrainene și episcopul greco-catolic Grigori Homișin. 

Convins se pare că grupul lui Stețko se bucură de sprijinul germanilor, mitropolitul a scris o scrisoare pastorală în care îndemna populația să sprijine noul guvern autoproclamat. Mai mult, el declara că salută armata germană eliberatoare, recunoaște noul guvern și îl recunoaște pe Iaroslav Stețko ca șef al statului. 
Scrisoarea pastroală a fost citită la radio în aceeași dimineață de preotul militar al batalionului „Nachtigall”, părintele Hrinoh. Implicarea preotului batalionului german format din etnici ucraineni a îndepărtat aproape toate dubiile pe care le mai aveau unii lideri ucraineni din Liov cu privire la susținerea de care se bucura guvernul lui Stețko.
Sprijinitorii ideii unui stat independent ucrainean s-au împărțit în două tabere. Unii au considerat Declarația de Independență un act admirabil, în vreme ce alții l-au apreciat ca fiind nesăbuit sau de-a dreptul prostesc

### Germania Nazistă
Autoritățile naziste, imediat după ce trupele germane au intrat în Liov, au cerut guvernului ucrainean să se autodizolve. Cum ucrainenii au refuzat să-și înceteze activitatea, liderii guvernului au fost arestați și mai apoi internați în Lagărul de concentrare Sachsenhausen. Printre cei arestați s-au aflat și cei mai de frunte lideri ucraineni, Iaroslav Stețko și Stepan Bandera.
În decembrie 1942, Adolf Hitler a cerut să se aplice „cele mai brutale mijloace” împotriva membrilor OUN, inclusiv asupra membrilor familiilor acestora. 

### Reacții posbelice la Declarația de Independență
Unele grupuri ucrainene au încercat să minimalizeze cooperarea inițială dintre partidele naționaliste ucrainene și naziști. Aceste grupuri au pus un accent mai mare pe lupta ucrainenilor atât împotriva germanilor, cât și împotriva sovieticilor și a suferințelor îndurate de națiunea ucraineană din partea ambelor tabere.